# Chung kết Cúp EFL 2018
Chung kết Cúp EFL 2018 (còn gọi là Chung kết Carabao Cup 2018) là trận đấu đấu cuối cùng của Cúp EFL 2017-18 diễn ra vào ngày 25 tháng 2 năm 2018 tại Sân vận động Wembley. Đây là trận chung kết League Cup đầu tiên được tổ chức dưới tên "Carabao Cup" sau sự tài trợ của Nước tăng lực Carabao. Trận đấu diễn ra giữa Manchester City và Arsenal và Manchester City đã giành chiến thắng với tỉ số 3–0. Lẽ ra họ đã lọt vào vòng sơ loại thứ hai của UEFA Europa League 2018–19, nhưng thay vào đó họ đã lọt vào vòng bảng UEFA Champions League 2018–19 nhờ lên ngôi vô địch Premier League 2017–18.
Trận đấu này là trận chung kết Cúp Liên đoàn lần thứ 6 của Manchester City và là trận đấu thứ ba trong năm mùa giải của họ - việc lọt vào trận chung kết cũng đánh dấu lần đầu tiên Pep Guardiola lọt vào trận chung kết với Manchester City. Đối với Arsenal, đây là trận chung kết thứ 8 của họ trong giải đấu và là trận đấu thứ ba trong triều đại quản lý của Arsène Wenger.

## Đường đến trận chung kết
Cúp EFL là giải đấu cúp dành cho các câu lạc bộ ở Premier League và EFL. Giải đấu tổ chức theo thể thức loại trực tiếp, ngoại trừ vòng bán kết được thi đấu hai lượt trận (lượt đi - lượt về).

### Manchester City
| Vòng                                    | Đối thủ                     | Tỉ số        |
| --------------------------------------- | --------------------------- | ------------ |
| 3                                       | West Bromwich Albion (A)    | 2–1          |
| 4                                       | Wolverhampton Wanderers (H) | 0–0 (4–1 p.) |
| TK                                      | Leicester City (A)          | 1–1 (4–3 p.) |
| BK                                      | Bristol City (H)            | 2–1          |
| BK                                      | Bristol City (A)            | 3–2          |
| Ghi chú: (H) = Sân nhà; (A) = Sân khách |                             |              |

Manchester City là câu lạc bộ thi đấu tại Premier League tham dự UEFA Champions League, bắt đầu chiến dịch Cúp EFL ở vòng ba, nơi họ bị đối thủ là West Bromwich Albion cầm hòa. Tại The Hawthorns, cầu thủ chạy cánh Leroy Sané ghi hai bàn giúp Man City giành chiến thắng 2-1. Ở vòng 4, họ gặp đội Championship là Wolverhampton Wanderers trên sân nhà. Đội khách phòng ngự tốt và trở thành đội đầu tiên giữ sạch lưới trước đội đầu bảng Premier League. Không bên nào ghi bàn sau thời gian 90 phút và hiệp phụ, đồng nghĩa với việc trận đấu được quyết định bằng loạt sút luân lưu. City thắng lợi với tỷ số 4–1.
Ở vòng tứ kết, Manchester City đã bị Leicester City cầm hòa trên Sân vận động King Power. Tiền vệ Bernardo Silva ghi bàn cho đội khách, nhưng đến phút bù giờ, tiền đạo Jamie Vardy gỡ hòa cho Leicester từ chấm phạt đền. Trận đấu kết thúc với tỷ số 1–1 và giống như vòng trước, Man City cần loạt sút luân lưu để đi tiếp, họ đã giành chiến thắng với tỉ số 4–3.
Trận bán kết giữa Manchester City và Bristol City. Trận lượt đi diễn ra trên sân Etihad chứng kiến đội khách dẫn trước vào cuối hiệp một nhờ quả phạt đền do Bobby Reid thực hiện. Kevin De Bruyne gỡ hòa cho Manchester City và ở phút bù giờ, đồng đội của anh, Sergio Agüero, đã ghi bàn thắng quyết định giúp đội bóng kiểm soát chặt chẽ thế trận. Bristol City đã ghi hai bàn tại Ashton Gate trong trận lượt về, nhưng Manchester City tiến vào trận chung kết khi ghi ba bàn và giành chiến thắng với tổng tỷ số 5–3 sau hai lượt đấu.

### Arsenal
| Vòng                                    | Đối thủ              | Tỉ số     |
| --------------------------------------- | -------------------- | --------- |
| 3                                       | Doncaster Rovers (H) | 1–0       |
| 4                                       | Norwich City (H)     | 2–1 (h.p) |
| TK                                      | West Ham United (H)  | 1–0       |
| BK                                      | Chelsea (A)          | 0–0       |
| BK                                      | Chelsea (H)          | 2–1       |
| Ghi chú: (H) = Sân nhà; (A) = Sân khách |                      |           |

Arsenal, giống như Manchester City, tham dự cúp châu Âu (UEFA Europa League và vào vòng 3 Cúp EFL). Họ bị cầm hòa trên sân nhà trước đội bóng League 1 Doncaster Rovers. Trên Sân vận động Emirates, bàn thắng của Theo Walcott ở phút 25 là đủ để giành chiến thắng cho Arsenal. Ở vòng 4, họ gặp câu lạc bộ thi đấu tại Championship là Norwich City trên sân nhà. Arsenal đi tiếp với chiến thắng 2-1 ở hiệp phụ sau khi Eddie Nketiah được tung vào sân thay người và ghi hai bàn thắng đầu tiên cho đội.
Arsenal đấu với West Ham United ở tứ kết, nơi trên sân nhà họ thắng 1–0 nhờ bàn thắng của Danny Welbeck.
Trận bán kết giữa Arsenal và Chelsea. Sau trận lượt đi không bàn thắng tại Sân vận động Stamford Bridge, Arsenal tiến vào trận chung kết sau chiến thắng 2-1 tại Sân vận động Emirates nhờ bàn phản lưới nhà của Antonio Rüdiger của Chelsea và bàn thắng của Granit Xhaka. Kết quả là Arsenal lọt vào trận chung kết mà không phải rời London vì 4 trong 5 trận của họ diễn ra trên sân nhà, với trận bán kết lượt đi diễn ra ở London. Tổng số 6 bàn thắng của họ trên đường tới trận chung kết là số bàn thắng thấp nhất so với bất kỳ đội nào lọt vào trận chung kết Cúp EFL.

## Trận đấu

### Chi tiết
| Arsenal | 0–3      | Manchester City                           |
| ------- | -------- | ----------------------------------------- |
|         | Chi tiết | - Agüero 18' - Kompany 58' - D. Silva 65' |

| Arsenal | Manchester City |

| GK               | 13 | David Ospina              |     |     |
| CB               | 21 | Calum Chambers            | 47' | 65' |
| CB               | 20 | Shkodran Mustafi          |     |     |
| CB               | 6  | Laurent Koscielny (c)     |     |     |
| RM               | 24 | Héctor Bellerín           | 24' |     |
| CM               | 10 | Jack Wilshere             | 88' |     |
| CM               | 29 | Granit Xhaka              |     |     |
| LM               | 18 | Nacho Monreal             |     | 26' |
| RW               | 11 | Mesut Özil                |     |     |
| LW               | 8  | Aaron Ramsey              | 32' | 73' |
| CF               | 14 | Pierre-Emerick Aubameyang |     |     |
| Dự bị:           |    |                           |     |     |
| GK               | 33 | Petr Čech                 |     |     |
| DF               | 4  | Per Mertesacker           |     |     |
| DF               | 31 | Sead Kolašinac            |     | 26' |
| MF               | 30 | Ainsley Maitland-Niles    |     |     |
| MF               | 35 | Mohamed Elneny            |     |     |
| FW               | 17 | Alex Iwobi                |     | 73' |
| FW               | 23 | Danny Welbeck             |     | 65' |
| Huấn luyện viên: |    |                           |     |     |
| Arsène Wenger    |    |                           |     |     |

| GK               | 1  | Claudio Bravo       |     |     |
| RB               | 2  | Kyle Walker         |     |     |
| CB               | 4  | Vincent Kompany (c) | 80' |     |
| CB               | 30 | Nicolás Otamendi    |     |     |
| LB               | 3  | Danilo              |     |     |
| CM               | 8  | İlkay Gündoğan      |     |     |
| CM               | 25 | Fernandinho         | 36' | 52' |
| CM               | 21 | David Silva         |     |     |
| RW               | 17 | Kevin De Bruyne     |     |     |
| LW               | 19 | Leroy Sané          |     | 77' |
| CF               | 10 | Sergio Agüero       |     | 89' |
| Dự bị:           |    |                     |     |     |
| GK               | 31 | Ederson             |     |     |
| DF               | 5  | John Stones         |     |     |
| DF               | 14 | Aymeric Laporte     |     |     |
| MF               | 20 | Bernardo Silva      |     | 52' |
| MF               | 35 | Oleksandr Zinchenko |     |     |
| MF               | 47 | Phil Foden          |     | 89' |
| FW               | 33 | Gabriel Jesus       |     | 77' |
| Huấn luyện viên: |    |                     |     |     |
| Pep Guardiola    |    |                     |     |     |

| Cầu thủ xuất sắc nhất trận đấu: Vincent Kompany (Manchester City) Trợ lý trọng tài: Gary Beswick (Durham) Adam Nunn (Wiltshire) Trọng tài bàn: Graham Scott (Berks & Bucks) Trợ lý trọng tài dự bị: Ian Hussin (Liverpool) Trợ lý trọng tài video: Neil Swarbrick (Lancashire) Trợ lý trọng tài video: Peter Kirkup (Northamptonshire) | Quy định trận đấu: - 90 phút thi đấu - 30 phút hiệp phụ nếu tỷ số hoà - Loạt sút luân lưu nếu tỷ số vẫn hoà - Cầu thủ dự bị là 7 người, có thể sử dụng 3 người trong hai hiệp chính và được thêm cầu thủ thứ 4 ở hiệp phụ |